# Litvaberzseny
Litvaberzseny (1899-ig Brezani, szlovákul Brezany) község Szlovákiában, a Zsolnai kerületben, a Zsolnai járásban.

## Fekvése
Zsolnától 5 km-re délnyugatra fekszik.

## Története
1393-ban „Berzen” néven említik először. 1473-ban „Brezen”, 1474-ben „Brezanw” alakban szerepel a korabeli forrásokban. Litva várának uradalmához tartozott. 1598-ban 3 ház állt a faluban.
1630. január 23.-án Brezányi Miklós és fivére, János, nemesi adományt szerzett II. Ferdinánd magyar királytól. Miklós unokája, Brezányi Dániel fia, brezányi Brezányi János (1683-1748), a Heves vármegyei Csányban volt birtokos; onnan gyermekei, Gáspár és Miklós Pest megyébe költöztek el. Brezányi Gáspár földbirtokos lett Törtelen, Brezányi Miklós uradalmi tiszttartó és földbirtokos volt Újszászon.
A 17. században 3 uradalmi halastó volt a határában. 1720-ban 6 adózója lakta. 1784-ben 23 házában 28 családban 163 lakos élt.
A 18. század végén Vályi András így ír róla: „BREZÁNYI. Tót falu Trentsén Vármegyében, birtokosai külömbféle Urak, lakosai katolikusok, fekszik Lieravához nem meszsze, mellynek filiája, ’s hozzá hasonlító; határja középszerű, vagyonnyai is olly formák, második Osztálybéli.”
1828-ban 24 háza és 227 lakosa volt. Lakói mezőgazdasággal, állattartással foglalkoztak.
Fényes Elek 1851-ben kiadott geográfiai szótárában így ír a faluról: „Brezani, tót falu, Trencsén vgyében, 233 kath., és 4 zsidó lak. F. u. a lietavai uradalom. Utolsó p. Zsolna.”
A trianoni békéig Trencsén vármegye Zsolnai járásához tartozott.

## Népessége
| Év:            | 1994. | 2004.   | 2014.    | 2024.    |
| -------------- | ----- | ------- | -------- | -------- |
| Emberek száma: | 487   | 459     | 597      | 692      |
| Eltérés:       |       | -5,74 % | +30,06 % | +15,91 % |

| Év:            | 2023. | 2024.   |
| -------------- | ----- | ------- |
| Emberek száma: | 705   | 692     |
| Eltérés:       |       | -1,84 % |

- 1910-ben 231, túlnyomórészt szlovák lakosa volt.
- 2001-ben 454 lakosából 452 szlovák volt.
- 2011-ben 524 lakosából 515 szlovák volt.

## Külső hivatkozások
- Községinfó
- Litvaberzseny Szlovákia térképén
- E-obce.sk Archiválva 2008. december 8-i dátummal a Wayback Machine-ben